# 韦尔霍索斯纳农村居民点
韦尔霍索斯纳农村居民点（俄语：Верхососенское сельское поселение）是俄罗斯联邦别尔哥罗德州赤卫军区所属的一个农村居民点。其下辖有6个居民点，行政中心为韦尔霍索斯纳。据2016年统计，该农村居民点的人口为1479人。